# САР-Лупа
САР-Лупа је њемачки сателитски извиђачки систем нове генерације. Састоји се из пет идентичних сателита и једне земне контролне станице. То је трећи систем тог типа (Synthetic Aperture Radar) у употреби у свијету, после САД и Русије, који може независно од временских услова и доба дана, направити слике високе резолуције било које тачке на земљи. У пробној употреби се налази од 2007. док ће финална експлоатација свих пет сателита почети крајем 2008. године.

## Техника

### Општи подаци
Сателити су лансирани у земљину орбиту између 2006. и 2008. године (лансирање задњег сателита је планирано за март 2008.), руским ракетама „Космос-3М“. Први сателит се у орбити налази од децембра 2006. док је у функцију стављен у јануару 2007. године. Други сателит је у орбиту лансиран 2. јула 2007. Трећи сателит је лансиран 1. новембра 2007. са космодрома Плесецк у сјеверној Русији.
Тежина једног сателита износи око 720  а величина 4 × 3 × 2 . Животни вијек се процјењује на 10 година при расположивости од 97% годишње.
Сателити круже око Земље на средњој висини од око 500 .